# Yolanda Ventura
Yolanda Ventura  (Barcelona, Spanyolország, 1968. október 21. –) spanyol–mexikói színésznő, énekesnő.

## Élete és pályafutása
1968. október 21-én született Barcelonában. 1993-ban Azucena szerepét játszotta a Corazón salvaje című telenovellában. 2008-ban Angélicát alakította A szerelem nevében című telenovellában. 2010-ben Karina szerepét játszotta az Időtlen szerelemben. 2012-ben Piedad szerepét kapta A szív parancsa című telenovellában.
Férje Alejandro Aragón, színész. Van egy fia, Alejandro.

## Filmográfia

### Telenovellák
- Mujeres de negro (2016) ... Giovanna
- La sombra del pasado (2014) ... Irma Lagos
- Quiero amarte (2013) ... Genoveva Mendoza
- A szív parancsa (Amor bravío) (2012) ... Piedad Martínez
- Megkövült szívek (La que no podía amar) (2011) ... Gloria de Cortéz
- Időtlen szerelem (Cuando me enamoro) (2010) ... Karina Aguilar de Nesme
- A szerelem nevében (En nombre del amor) (2008) ... Angélica Ciénaga
- Yo amo a Juan Querendón (2007) ... Laura
- A Vadmacska új élete (Contra viento y marea) (2005) ... Isabel
- Piel de otoño (2004) ... Mayte
- Amy, la niña de la mochila azul (2004) ... Angelica Hinojosa #2
- Bajo la misma piel (2003) ... Macarena
- Hajrá skacok (¡Vivan los niños!) (2002) ... Dolores Herrera
- Atrévete a olvidarme (2001) ... Liliana
- Carita de ángel (2000) ... Julieta
- El diario de Daniela (1999) ... Natalia Navarro Monroy
- La paloma (1995)
- Corazón salvaje (1993) ... Azucena
- Muchachitas (1991) ... Gloria
- Amor de nadie (1990) ... Astrid

### Filmek
- Dos gallos de oro (2002)
- De qué se ríen las mujeres (1997)
- La noche de la ira (1985)